# Диляна Попова
Диляна Красимирова Попова е български фотомодел, актриса и дизайнер.

## Биография
Родена е на 24 септември 1981 г. в град Гулянци, където живее до осми клас. След това се премества в Плевен, където завършва техникум по облекло, след което завършва моден дизайн в Нов български университет в София.
През 2010 г. се снима за българското издание на списание „Плейбой“ и е момиче на корицата на броя му за месец октомври.
Участва в българските телевизионни сериали „Стъклен дом“ и „Революция Z“, по време на снимачната площадка има връзка с актьора Асен Блатечки. Двамата имат един син заедно – Борил Блатечки.
На 28 май 2024 г. е обявена за водеща на приключенското риалити шоу „Островът на 100-те гривни“ по bTV.

## Филмография

### Сериали
- „Стъклен дом“ (2011) – Албена (сестра на Боряна Касабова)
- „Революция Z“ (2012) – Десислава Маринова (учителка по Физическо възпитание и спорт)

### Филми
- Аферата Пикасо“ (2023) – Мария Игнатова, меценатка
- Секс академия - мъже“ (2017) – Радина
- „Завръщане“ (2019) – Лора[3]
- „Завръщане 2“ (2022) – Лора
- „Аферата Пикасо“ (TBA) – Мария[4][5]